# Сосновый (Тульская область)
Сосновый — посёлок в Заокском районе Тульской области России.
В рамках административно-территориального устройства входит в Романовский сельский округ Заокского района, в рамках организации местного самоуправления включается в Малаховское сельское поселение.

## География
Расположен в 10 км к северу от райцентра, посёлка городского типа Заокский, и в 71 км к северу от центра Тулы.
Находится на севере района, у границы с Московской областью.

## Население
| 2002 | 2010  |
| ---- | ----- |
| 1031 | ↗1346 |

Население — 1346 чел. (2010).